# Pedro Rodríguez (cardeal)
Pedro Rodríguez (data incerta - 20 de dezembro de 1310), também chamado Petrus Hispanus ou Petrus Roderici Hispanus, foi um cardeal espanhol, bispo de Burgos e de Sabina.

## Biografia
Foi cônego da catedral de Burgos e capelão do cardeal Benedetto Gaetani, que após sua ascensão ao papado como Bonifácio VIII o nomeou seu referendário, depois foi nomeado bispo de Burgos desde 1300. Foi criado cardeal-bispo recebendo a sé suburbicária de Sabina no consistório de 15 de dezembro de 1302, recebendo também a administração de São João e São Paulo. Rodríguez e Niccolò Boccasini foram os únicos que permaneceram junto ao papa durante o atentado de Anagni que Guillaume de Nogaret, Guillaume de Plasian e Sciarra Colonna cometeram contra ele.
Foi legado na Inglaterra para ajustar a paz entre os reis Filipe IV da França e Eduardo I da Inglaterra, e governador de Terni.
Falecido na corte papal de Avinhão em 20 de dezembro de 1310, foi transladado a Roma e sepultado na Basílica de São Pedro junto a Bonifácio VIII. Mesmo assim, na documentação da catedral de Burgos consta como que está enterrado ali, na capela de São Pedro (atual capela do Condestável), onde, todavia pode se ver seu cenotáfio, pelo que alguns historiadores podem confundí-lo com Pedro Rodríguez Quijada, seu contemporâneo que o sucedeu como bispo de Burgos.

## Conclaves
- Conclave de 1303 - participou da eleição do Papa Bento XI
- Conclave de 1304–1305 - participou da eleição do Papa Clemente V